# Tomaž Drolec
Tomaž Drolec, slovenski politik in elektroinstalater, * 21. februar 1953.
Od ustanovitve Občine Komenda leta 1998 do leta 2014 je bil Drolec njen župan.

## Županovanje
Na prvih županskih volitvah novembra 1998 je Drolec prejel 1838 od oddanih 2377 glasov in leta 2002 je dobil 1.967 od skupaj 2755 oddanih glasov. Na volitvah leta 2006 je proti Pavlu Šmidu (SDS) zmagal s 73,55% volilnih glasov, leta 2010 pa s 54,53%. Vsa leta je bil izvoljen kot neodvisni kandidat.
V času njegovega županovanja je občina zgradila tretjo največjo poslovno cono v Sloveniji (Poslovna cona Komenda) in bila tudi prva občina, kjer so leta 2007 cepili učenke 8. in 9. razredov proti virusu HPV.

### Obtožbe o podkupovanju in nepravilnostih
Na občinski seji 30. maja 2011 je Drolec priznal, da je za občinske posle podkupoval uradne osebe. Tako je na seji med drugim dejal: Čeprav snemamo, bom povedal to na glas. Me je bilo sram, ko sem hodil iz občine po soglasja za to trgovino. Sem se počutil kot 'tavelik' mafijec. 16 ali 26 tisoč evrov sem imel, takole sem jih pokazal. Majda povej, če ni res. Sem dejal, če me zaprejo, me zaprejo. Jaz sem šel soglasja iskat, gospodje. Ja, soglasja iskati. Točno sem vedel, koliko moram kakšnemu nesti, da sem dobil podpisana soglasja, da je zadnja denacionalizacija bila 'uštimana', da smo potem lahko startali. Če me bodo zaprli, me bodo zaprli. Tudi do tega je prišlo. In če mislite, da ni treba nikomur nič dati, tudi tamle dol po naših ministrstvih pa po vaših, saj so ravno toliko vaša kot naša. Če mislite, da ni treba za usluge nič nobenemu dati, ste se hudo zmotili. S tem je postal prvi visoki občinski funkcionar v Sloveniji, ki je priznal podkupovanje uradnih oseb za občinske zadeve.
1. septembra 2011 so mediji razkrili domnevne nepravilnosti v povezavi s poslovno cono: PC Komenda je tako od zasebnega podjetja Candor, ki naj bi bil povezan tudi z bivšim predsednikom vlade Tonetom Ropom, odkupila dobrih 8% lastnega deleža, pri čemer je PC Komenda prevzela vse obveznosti Candorja do Factor banke. Občinski svetniki mu tudi očitajo sporna nakazila več kot 7,7 milijona evrov, ko so bili računi izstavljeni brez pogodb ali dokazil o opravljenih storitvah; z enim od teh podjetih je posredno povezan tudi Ropov sin. Pozneje so mediji tudi objavili, da ima lastniški delež v PC Komenda tudi tašča Drolčeve hčere.
Za Dnevnik je Drolet tudi priznal, da se je glede gradnje PC Komenda obrnil na takratnega predsednika vlade Ropa, ki ga je seznanil z Brankom Plečincem, ki mu je naredil veliko uslug.
Tožilstvo je že 2. septembra sprožili predkazenski postopek glede njegovega priznanja podkupovanja uradnih oseb. 4. septembra je Drolec izjavil, da ni podkupoval uradnih oseb, ampak pet fizičnih oseb, ki so bile v denacionalizacijskem postopku; dal jim je lastni denar. Na novinarski konferenci, katero je sklical 5. septembra, pa je ponovno zanikal podkupovanje ter dejal, da z lastnim denarjem izplačal denacionalizacijske upravičence, da bi občina dobila soglasja za gradnjo trgovine v Centru Komenda. Dediči, za katere je Drolec trdil, da jih je izplačal, so zanikali, da bi jim Drolec izplačal za soglasja. Občinski svetniki pa so nato tudi trdili, da so o županovih dejanjih že dolgo namigovali, a jih ni nihče upošteval.